# والاس ارين كروس
والاس ارين كروس هو سياسي كندي، ولد في 23 سبتمبر 1887 في باري في كندا، وتوفي في 4 أغسطس 1973 في إدمونتون في كندا. حزبياً، نشط في حزب الائتمان الاجتماعي في ألبرتا ‏. وقد انتخب عضو الجمعية التشريعية ألبرتا.